# Lake Elsinore (Kalifornia)
Lake Elsinore – miasto w Stanach Zjednoczonych, w stanie Kalifornia, w hrabstwie Riverside. Według spisu ludności przeprowadzonego przez United States Census Bureau w roku 2010, w Lake Elsinore mieszka 51 821 mieszkańców.